# فرودگاه گراولبورگ
فرودگاه گراولبورگ (به انگلیسی: Gravelbourg Airport) یک فرودگاه همگانی است که یک باند فرود آسفالت دارد و طول باند آن ۷۶۲ متر است. این فرودگاه در کشور کانادا قرار دارد و در ارتفاع ۷۰۰ متری از سطح دریا واقع شده‌است.